# Ханников, Николай Георгиевич

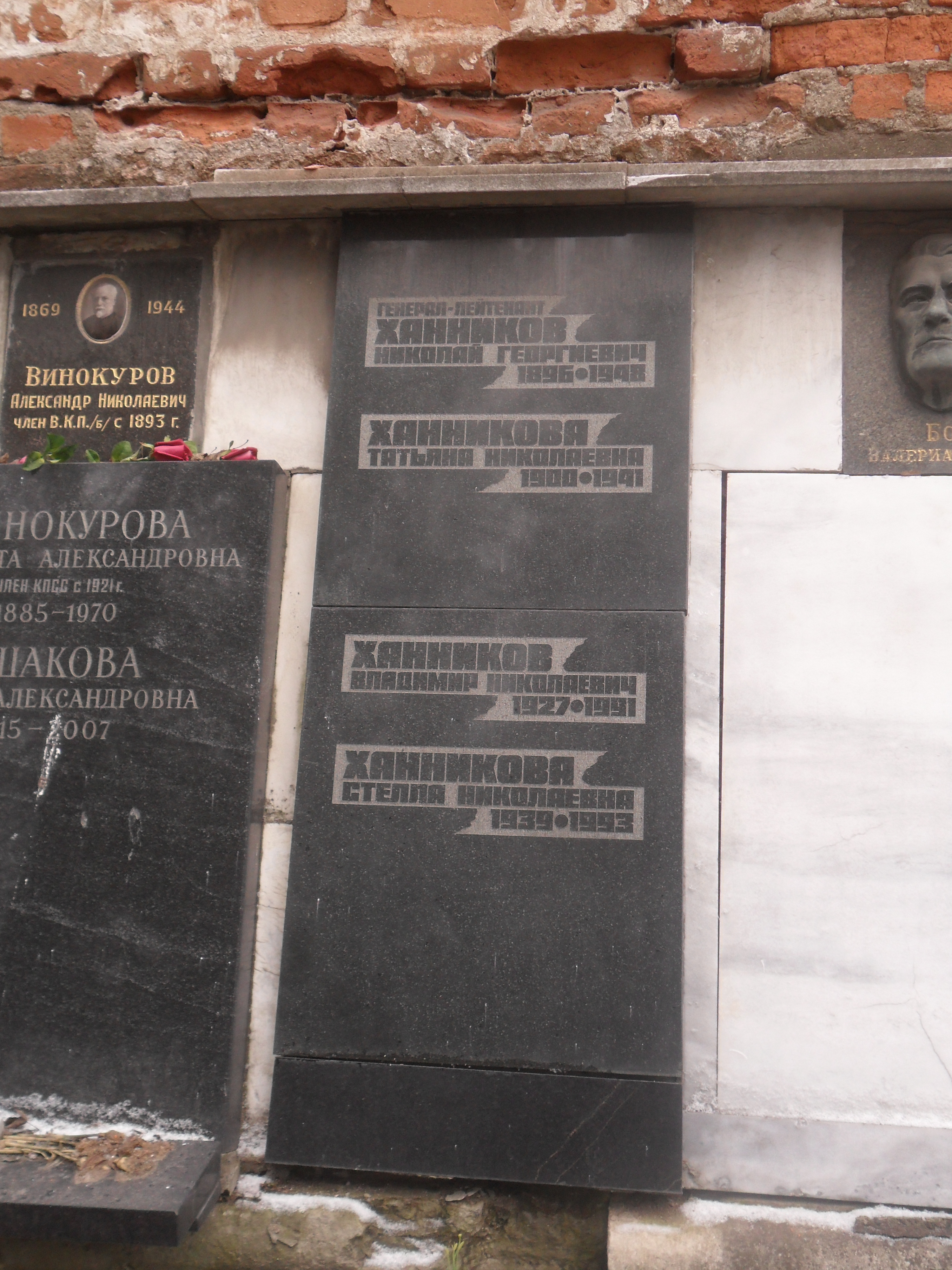
Плита колумбария Ханникова на Новодевичьем кладбище Москвы.

Николай Георгиевич Ханников (4 [16] декабря 1896 или 16 декабря 1896, Орловская губерния — 29 апреля 1948, Москва) — начальник особых отделов и управлений контрразведки ряда фронтов Великой Отечественной войны и военных округов, генерал-лейтенант (1944).

## Биография
Родился 16 (28) декабря 1896 года в Орловской губернии (на территории нынешней Курской области) в семье штукатура. Русский.
Окончил 2 класса сельской школы в Малоархангельском уезде. С ноября 1911 по сентябрь 1916 года работает паркетчиком на судостроительном заводе «Наваль» в Николаеве. С сентября 1916 до декабря 1917 года служил на царском флоте (матросом на канонерской лодке К-15), затем до октября 1918 года — в РККФ (Николаевский флотский экипаж). Член РСДРП(б) с февраля 1918 года. С октября 1918 до августа 1919 года — в Унечской пограничной ЧК, старший оперативный комиссар Одесской губернской ЧК. С августа 1919 до января 1920 года — командир пулемётного взвода в РККА (2-го лёгкого артиллерийского дивизиона 58-й стрелковой дивизии). Был контужен. С января до октября 1920 года — уполномоченный Киевской губернской ЧК, заведующий Белоцерковским уездным секретным подотделом Киевской губернской ЧК, начальник военно-контрольного пункта особого отдела ВЧК Днепровской военной флотилии, помощник начальника особого отдела ВЧК Морской экспедиционной дивизии.
С октября 1920 до января 1921 года — начальник особого отдела ВЧК 9-й дивизии внутренней службы. С января 1921 до марта 1923 года — помощник начальника отдела Полномочного представительства ВЧК при СНК РСФСР по Крыму, начальник Славутского, Городницкого, Пищовского пограничного особого пункта. С марта 1923 до апреля 1934 года — помощник начальника отделения Киевского окружного отдела ГПУ, начальник Проскуровского отделения дорожно-транспортного отдела ОГПУ, старший уполномоченный, начальник 4-го отделения дорожно-транспортного отдела ОГПУ Юго-Западной железной дороги, начальник Жмеринского, Одесского отделения дорожно-транспортного отдела ОГПУ Юго-Западной железной дороги, начальник Морского транспортного отдела ОГПУ в Одессе.
С апреля до мая 1934 года состоял в резерве ГПУ при СНК Украинской ССР. С 10 мая 1934 до 9 сентября 1935 года — начальник 2-го отдела Экономического управления ГПУ при СНК Украинской ССР (с 11 июля — отделения Экономического отдела УГБ НКВД Украинской ССР). С сентября 1935 до апреля 1937 года — начальник Криворожского городского отдела НКВД и одновременно начальник особого отдела 41-й стрелковой дивизии. С апреля до августа 1937 года года в распоряжении НКВД Украинской ССР. С 15 августа до 25 сентября 1937 года — временно исполняющий должность начальника управления НКВД по Зейской области, затем до 29 сентября 1937 года — начальник управления НКВД по Зейской области.
С 25 октября 1937 до марта 1938 года — временно исполняющий обязанности начальника 11-го отделения (организационно-учётного) 5-го отдела ГУГБ НКВД СССР. С марта до 25 августа 1938 года — начальник отделения 2-го управления НКВД СССР. С 25 августа 1938 до 1939 года — заместитель начальника особого отдела НКВД Северо-Кавказского военного округа. С 1939 до 11 января 1940 года — заместитель начальника особого отдела НКВД Ленинградского военного округа. С 11 до 31 января 1940 года — начальник особого отдела НКВД Вологодского военного округа. С 31 января 1940 до 8 февраля 1941 года — начальник особого отдела НКВД Архангельского военного округа. С 8 февраля до 19 июля 1941 года — начальник 3-го отдела (автобронетанковые войска, технические войска, артиллерийское снабжение, оборонное строительство, снабжение горючим, военные представители) 3-го управления Народного комиссариата обороны СССР.
С 19 июля до 24 октября 1941 года — заместитель начальник особого отдела НКВД Северо-Западного фронта. С 24 октября 1941 до 29 апреля 1943 года — начальник особого отдела НКВД Калининского фронта. С 29 апреля до октября 1943 года — начальник управления контрразведки Калининского фронта. С октября 1943 до июня 1945 года — начальник управления контрразведки 1-го Прибалтийского фронта, Земландской группы войск. С 22 июля 1945 до 2 апреля 1947 года — начальник управления контрразведки Прибалтийского военного округа. Со 2 апреля 1947 до 29 апреля 1948 года — начальник 2-го управления 3-го главного управления МГБ СССР (контрразведка в ВМФ).
Во время боев в районе НОВГОРОДА 13.VIII-1941 года, под давлением превосходящих сил противника, части 128 стр.дивизии начали отход без приказа, чем срывали общий замысел командования.
Будучи зам.нач. ОО фронта, тов.ХАННИКОВ, возглавляя группу опер.состава, прибыв на место, решительными мерами организовал должный порядок, приостановил отход, вследствие чего наши войска снова заняли свой рубеж, нанеся значительные потери противнику.

17.VIII-41 года, в этом же районе, во время боя с превосходящими силами противника, неустойчивые элементы и паникеры начали произвольный отход с рубежа обороны, отрицательно действуя на остальной состав войск. Тов.ХАННИКОВ активными мероприятиями пресек элементы паники и восстановил порядок в обороне.
Наградной лист в электронном банке документов «Подвиг народа» (архивные материалы ЦАМО. Ф. 33. Оп. 682524. Д. 7).

## Звания
- 23.03.1936, капитан государственной безопасности;
- 22.04.1940, майор государственной безопасности;
- 1941, бригадный комиссар (по непроверенным данным);
- 19.07.1941, старший майор государственной безопасности;
- 14.02.1943, комиссар государственной безопасности;
- 26.05.1943, генерал-майор;
- 31.07.1944, генерал-лейтенант.

## Награды
- Дважды орден Ленина (31.07.1944, 21.02.1945);
- Дважды орден Красного Знамени (05.05.1942, 03.11.1944);
- Орден Суворова 2-й степени (19.04.1945);
- Орден Отечественной Войны 1-й степени (22.09.1943);
- Орден Красной Звезды (26.04.1940);
- Медали[5];
- Почётный работник ВЧК-ГПУ (20.12.1932).